# Nguyễn Thị Thanh Lịch
Nguyễn Thị Thanh Lịch (sinh 1961) là đại biểu Quốc hội Việt Nam khóa 11, thuộc đoàn đại biểu Hà Nội.